# Oncideres dorsomaculata
Oncideres dorsomaculata là một loài bọ cánh cứng trong họ Cerambycidae.